# Suslic de Vorontsov
El suslic de Vorontsov (Spermophilus vorontsovi) és una espècie de mamífer rosegador de la família dels esciúrids. És endèmic del sud de la Sibèria russa, on viu en una regió delimitada per la cresta de Salaïr i els vessants occidentals de l'Alatau de Kuznetsk. Fou descrit a partir de caràcters del crani i les dents, el color del pelatge i dades genètiques. Fou anomenat en honor del zoòleg soviètic i rus Nikolai Vorontsov, el primer a estudiar l'impacte dels rius com a barreres entre diferents poblacions de suslics. Com que fou descobert fa poc, encara no se n'ha avaluat l'estat de conservació.